# 亞穆蘇克羅省

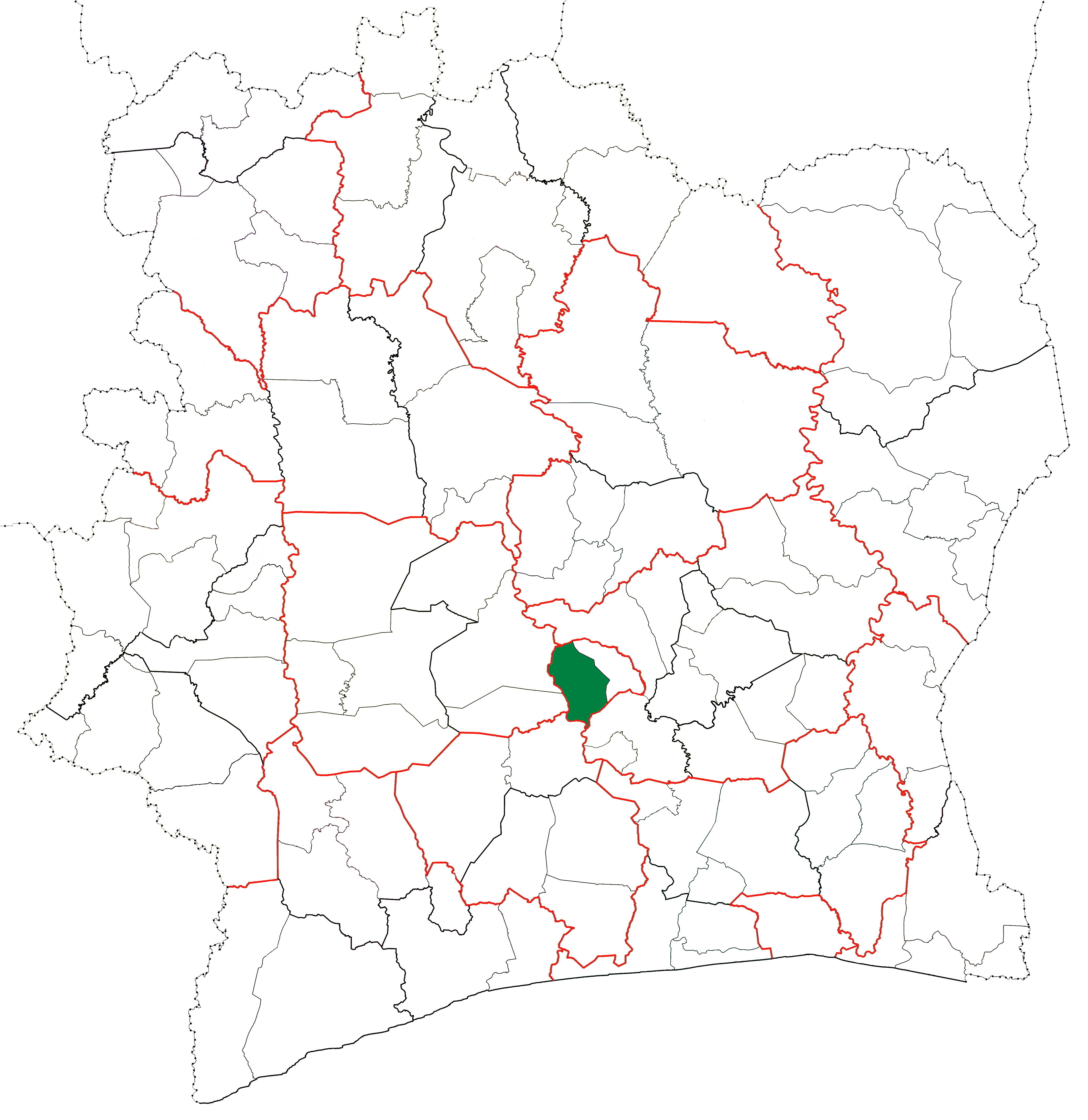
亚穆苏克罗省在科特迪瓦的位置

亚穆苏克罗省（法語：Département de Yamoussoukro），是科特迪瓦亚穆苏克罗區的省份，位於該國中部，成立於1988年，面積2,380平方公里，2014年人口310,056，人口密度每平方公里130人。